# 254 Augusta
254 Augusta је астероид главног астероидног појаса. Приближан пречник астероида је 12,11 km,
а средња удаљеност астероида од Сунца износи 2,194 астрономских јединица (АЈ).
Инклинација (нагиб) орбите у односу на раван еклиптике је 4,513 степени, а орбитални период износи 1187,620 дана (3,251 године). Ексцентрицитет орбите астероида износи 0,120.
Апсолутна магнитуда астероида износи 12,13 а геометријски албедо 0,169.
Астероид је откривен 31. марта 1886. године.